# Europawahl in Kroatien 2014
Die Europawahl 2014 in Kroatien war die zweite Direktwahl der Mitglieder des Europäischen Parlaments aus Kroatien. Sie fand am 25. Mai 2014 statt. 
Kroatien war am 1. Juli 2013 der Europäischen Union beigetreten. Am 14. April 2013 fand die erste Europawahl in Kroatien statt. Bei der Wahl 2014 verringerte sich die Anzahl der kroatischen Abgeordneten von zwölf auf elf. 

## Wahlsystem
Gewählt werden landesweit elf Abgeordnete mit einem Vorzugsstimmensystem.

## Ausgangslage
Bei der Wahl 2013 waren 28 Listen angetreten, jedoch konnten nur drei Listen Mandate erringen. Auf die gemeinsame Liste der konservativen Parteien HDZ, HSP-AS und BUZ entfielen sechs Sitze, wobei die Vorsitzende der HSP-AS, Ruža Tomašić, durch Vorzugsstimmen einen Sitz errang; die restlichen gingen an die HDZ. An die gemeinsame Liste der Mitte-links-Parteien SDP, HNS und HSU entfielen fünf Sitze, die alle an die SDP gingen. Der letzte Sitz ging an die Liste der sozialistischen HL. 
| Liste               | Stimmenanteil | Partei                                    | Sitze | Fraktion |
| ------------------- | ------------- | ----------------------------------------- | ----- | -------- |
| 12 (HDZ–HSP AS–BUZ) | 32,86         | Hrvatska demokratska zajednica            | 5     | EVP      |
| 12 (HDZ–HSP AS–BUZ) | 32,86         | Hrvatska stranka prava dr. Ante Starčević | 1     | ECR      |
| 24 (SDP–HNS–HSU)    | 32,07         | Socijaldemokratska partija Hrvatske       | 5     | S&D      |
| 17 (HL)             | 5,77          | Hrvatski laburisti - Stranka rada         | 1     | GUE/NGL  |
| Sonstige            | 29,30         |                                           |       |          |

### Parteien
Insgesamt wurde 25 Listen zugelassen. Folgende Parteien bzw. Parteienkoalitionen werden regelmäßig in den Wahlumfragen genannt:
| Partei/Koalition                                                           | beteiligte Parteien                                                        | Europäische Partei/Fraktion                                                                                  |
| -------------------------------------------------------------------------- | -------------------------------------------------------------------------- | --- |
| Patriotische Koalition                                                     | HDZ, HSS, HSP-AS, BUZ, ZDS, HDS                                            | Europäische Volkspartei, Europäische Konservative und Reformisten                                            |
| Kukuriku-Koalition                                                         | SDP, HNS, IDS, HSU                                                         | Sozialdemokratische Partei Europas, Allianz der Liberalen und Demokraten für Europa                          |
| Hrvatski laburisti - Stranka rada (Kroatische Laboristen - Arbeiterpartei) | Hrvatski laburisti - Stranka rada (Kroatische Laboristen - Arbeiterpartei) | Konföderale Fraktion der Vereinigten Europäischen Linken/Nordische Grüne Linke                               |
| Održivi razvoj Hrvatske (ORaH) (Nachhaltige Entwicklung - Walnuss)         | Održivi razvoj Hrvatske (ORaH) (Nachhaltige Entwicklung - Walnuss)         | Beitritt zur Europäischen Grünen Partei geplant                                                              |
| Allianz für Kroatien                                                       | HDSSB, ABH, A-HSS, Hrast, HSP, HZ, OS, ZZH                                 | 1 |
| Partnerschaft der kroatischen Mitte                                        | NF, HSLS, PGS, RI                                                          | Europäische Demokratische Partei, Allianz der Liberalen und Demokraten für Europa, Europäische Freie Allianz |

Folgende weitere Listen wurden zugelassen (in Klammern Europäische Partei bzw. Fraktion im Europaparlament soweit zutreffend):
- Abeceda demokracije - ABECEDA
- Akcija mladih - AM
- Autohtona – Hrvatska stranka prava - A-HSP
- Demokratska Prigorsko - Zagrebacka Strana - DPS
- Demokratska Stranka Zena - DSŽ, Hrvatska Stranka Nezaposlenih - HSN, Akcija Slavonsko Baranjskih Umirovljenika - ASBU
- Hrvatska radnička stranka - HRS
- Hrvatska Stranka Reda - HSR
- Međimurski Demokratski Savez - MDS
- Naša stranka - NS, Nova srpska stranka - NSS
- Nezavisna Lista Ante Dapica - NL ANTE ĐAPIĆA
- Piratska stranka - PS (Europäische Piratenpartei)
- Pokret za modernu Hrvatsku
- Savez za promjene - SP
- Snaga Roma Hrvatske - SRH
- Socijalistička partija Hrvatske - SPH
- Socijalistička radnička partija Hrvatske - SRP (Initiative kommunistischer und Arbeiterparteien Europas)
- Stranka Hrvatskog Zajednistva-SHZ
- Stranka umirovljenika - SU
- Zeleni Hrvatske - ZELENI HR, Agenda Mladih Demokrata - AMD, Zelena Stranka - ZS

## Ergebnis
Nach dem vorläufigen Ergebnis lag die Wahlbeteiligung bei 25,2 %; dabei entfielen auf die Listen folgende Prozentsätze und Sitze:
- Patriotische Koalition 41,4 %, 6 Sitze
- Kukuriku-Koalition 29,9 %, 4 Sitze
- Održivi razvoj Hrvatske 9,4 %, 1 Sitz
- Allianz für Kroatien 6,9 %, 0 Sitze
- Hrvatski laburisti - Stranka rada 3,4 %, 0 Sitze
- Partnerschaft der kroatischen Mitte 2,4 %, 0 Sitze

19 weitere Listen erreichten jeweils unter 1 % (zusammengenommen 6,6 %) und sind nicht im Europäischen Parlament vertreten.
Danach wären folgende Personen zum Mitglied des Europäischen Parlamentes gewählt:
- Patriotische Koalition:
  - Ruža Tomašić (HSP-AS)
  - Andrej Plenković (HDZ)
  - Marijana Petir (HSS)
  - Dubravka Šuica (HDZ)
  - Ivana Maletić (HDZ)
  - Davor Stier (HDZ)
- Kukuricu-Koalition:
  - Tonino Picula (SDP)
  - Neven Mimica (SDP)
  - Biljana Borzan (SDP)
  - Jozo Radoš (HNS)
- Održivi razvoj Hrvatske:
  - Mirela Holy (OraH)